# Heterodera ciceri
Heterodera ciceri é um nematódeo patógeno de plantas.